# Zazdrosny konkurent
Zazdrosny konkurent – polski film fabularny z roku 1911. Jego istnienie nie zostało do końca udowodnione – fakt ten stwierdzają w swoich wspomnieniach jedynie Wincenty Rapacki oraz Julian Krzewiński.